# Omosita depressa
Omosita depressa (лат.) — вид жуков-блестянок. 

## Описание
Длина тела взрослых насекомых (имаго) 3—5 мм. Тело ржаво-бурое. Голова, бурава усиков и неясные пятна на надкрыльях черноватые. Переднеспинка с каждой стороны с продольной полоской. Надкрылья с широко отогнутым боковым краем.

## Биология
Развиваются в трупах, разлагающихся грибах и пнях березы.

## Распространение
Вид встречается в северной Евразии от Европы до Дальнего Востока.